# Operation Fortune
Operation Fortune (Operation Fortune: Ruse de Guerre), è un film del 2023 diretto da Guy Ritchie, con protagonisti Jason Statham, Aubrey Plaza, Hugh Grant e Josh Hartnett.

## Trama
Una banda di mafiosi ucraini riesce a rubare un dispositivo noto come la "Maniglia", il cui valore è stimato in miliardi di dollari. Il governo britannico assume Nathan Jasmine per recuperare la refurtiva prima che il trafficante d'armi miliardario Greg Simmonds possa venderlo al miglior offerente. Nathan assume la super spia Orson Fortune per guidare una squadra composta da Sarah Fidel e JJ Davies. Il team si reca a Madrid, alla ricerca del corriere destinato a trasportare l'hard disk contenente i dati dalla Maniglia. La loro ricerca viene interrotta da un rivale di Nathan, Mike Hook, che sembra essere stato assunto anche lui per recuperare la Maniglia. Sarah, un'abile hacker, riesce a copiare per prima il contenuto dell'hard disk, prima che venga requisito da Hook.
Dopo aver appreso che Simmonds ha in programma di ospitare un gala di beneficenza a Cannes, il team decide di infiltrarsi ricattando la sua star del cinema preferita, Danny Francesco, per aiutarli a distrarre Simmonds e poter salire a bordo del suo yacht. Dopo averli conosciuti, Simmonds invita Danny e Sarah, presentatasi come Michaela e fintasi la fidanzata di Danny, a trascorrere un po' di tempo nella sua villa turca ad Antalya. Nel frattempo Orson si infiltra nel quartier generale della mafia ucraina per aiutare Sarah ad hackerare i loro computer, mascherando poi la sua intrusione da rapina. Nel frattempo il governo britannico avverte Nathan che la Maniglia è un'intelligenza artificiale avanzata programmabile per sconfiggere qualsiasi sistema di sicurezza. Una volta appreso che lo scambio per la Maniglia avverrà ad Antalya, la squadra si reca in Turchia.
Mentre Simmonds mostra a Danny i suoi cimeli, Orson e JJ rintracciano una delle talpe di Simmonds nel governo turco. Orson, travestito da avvocato di Simmonds, partecipa allo scambio e lo finalizza, poco prima che Mike ed i suoi uomini intervengano, uccidendo quasi tutti e sottraendo la Maniglia, il che rende chiaro che Mike è diventato un ladro e sta lavorando in modo indipendente. Scoperto di essere stato ingannato e nonostante i problemi che la squadra gli ha causato, Simmonds è disposto ad aiutare la squadra, perché ciò che ha fatto Mike è costato al trafficante la sua commissione: Simmonds rivela che gli acquirenti erano due magnati della biotecnologia, Trent e Arnold, che hanno accumulato oro e intendono utilizzare la Maniglia per provocare un collasso finanziario mondiale.
Mentre Orson e JJ eliminano la pesante sicurezza al piano terra, Simmonds e Danny salgono nella torre, dove Mike sta finalizzando l'accordo per la Maniglia con i magnati della tecnologia. Simmonds mostra loro in modo molto efficace come potrebbe facilmente eliminare i loro cari se non venisse pagato per l'incarico che ha portato a termine. Lui e Danny riescono ad andarsene prima che tutti si rivoltino l'uno contro l'altro. Quando Orson arriva, l'unico rimasto è Mike: Fortune lo elimina e recupera la Maniglia. A Doha, alla squadra viene offerto un altro lavoro, ma il gruppo decide di andare in vacanza e Orson dice a Nathan che ha utilizzato i proventi della rapina alla villa degli ucraini per finanziare il nuovo film di Danny, pellicola che rievoca quanto accaduto.

## Distribuzione
Inizialmente previsto per il 2022, il film ha subito uno slittamento in seguito allo scoppio della guerra in Ucraina. La società di produzione STX Entertainment ritenne infatti di modificare il modo in cui il film ritraeva i gangster ucraini presenti nel film. Il film è stato distribuito nelle sale cinematografiche statunitensi a partire dal 3 marzo 2023. In Italia è stato distribuito direttamente per il mercato home video il 6 aprile 2023 e trasmesso su Sky Cinema, che ne acquisì i diritti esclusivi per l'Italia, dal 17 aprile 2023.

### Divieti
Negli Stati Uniti d'America la MPAA ha classificato il film come vietato ai minori di 17 anni non accompagnati da un adulto per scene contenenti linguaggio inappropriato e violenza.

## Accoglienza

### Incassi
Il film ha incassato un totale mondiale di 49091651 $.

### Critica
Sull'aggregatore di recensioni Rotten Tomatoes il film riceve il 51% delle recensioni professionali positive con un voto medio di 5,60 su 10 basato su 151 recensioni, mentre su Metacritic ha un punteggio di 51 su 100 basato su 35 recensioni.